# Estação de Venezia Santa Lucia

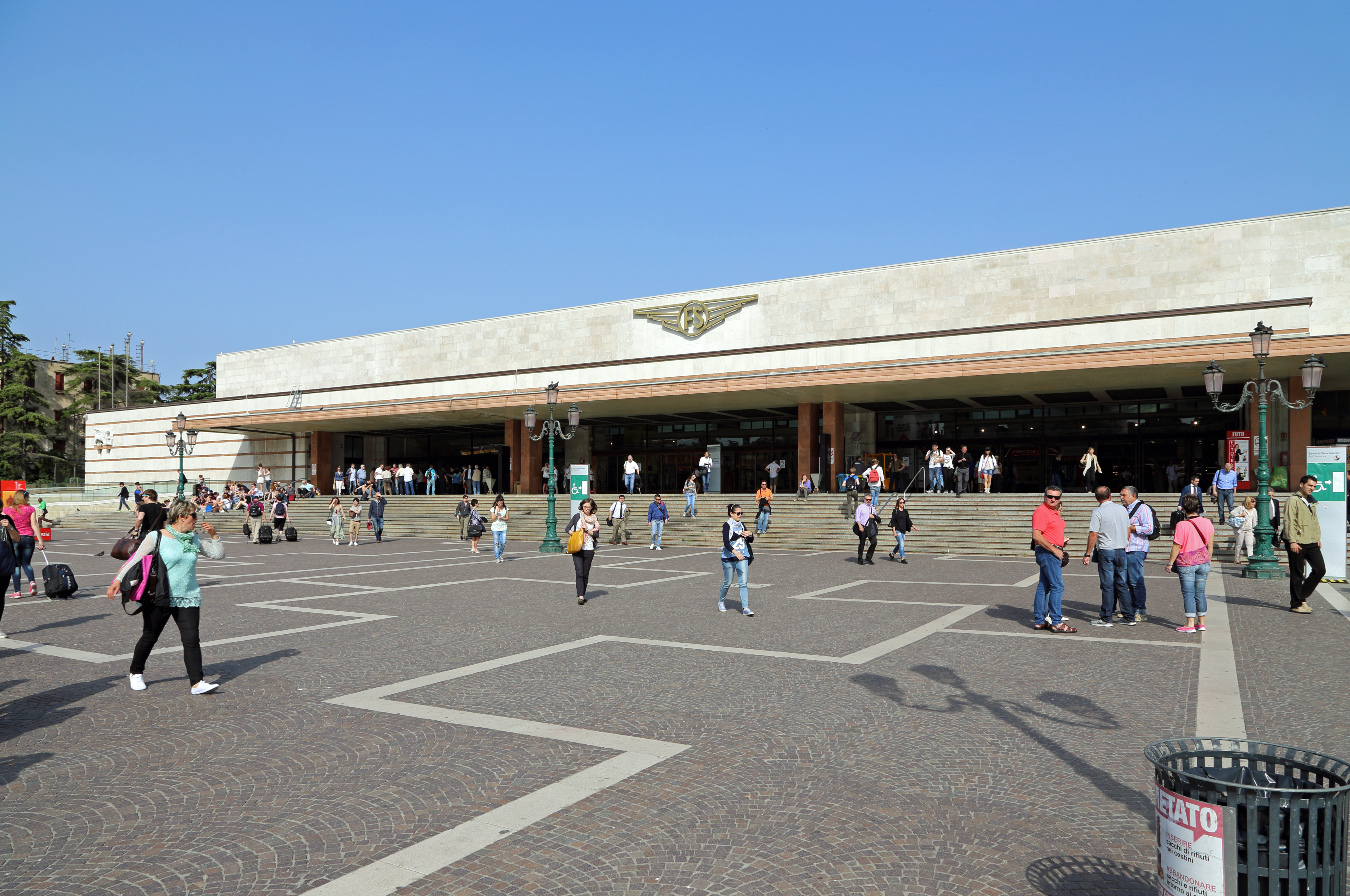
Estação de Venezia Santa Lucia

A Estação de Venezia Santa Lucia (Stazione di Venezia Santa Lucia em italiano) é a principal estação ferroviária de  Veneza, e o principal acesso à cidade por transporte público. Fica no extremo (km 267) da linha ferroviária Milão-Veneza.

## Localização
Situa-se no extremo ocidental do Grande Canal de Veneza, no sestriere de Cannaregio.

## Características
A estação comunica com terra firme e com a Estação de Venezia-Mestre através da Ponte da Liberdade (Ponte della Libertà em italiano). Está no grupo das 13 Grandes Estações italianas e é gerida em conjunto por duas sociedades públicas: Rete Ferroviaria Italiana e Grandi Stazioni S.p.A..

## História
O projeto para construir uma estação no local teve sucessivos adiamentos até que o arquiteto racionalista italiano Angelo Mazzoni foi o primeiro a desenvolver planos concretos em 1924, estudando diferentes soluções durante mais de uma década. 
Em 1934 fez-se um concurso para o desenho da estação, que foi ganho pelo arquiteto Virgilio Vallot, mas manteve-se tudo em suspenso até 1936, momento em que se decidiu encomendar a construção do edifício às empresas Mazzoni e Vallot (que continuou até 1943) e o redesenho das instalações ferroviárias existentes à empresa Mazzoni.
A solução final ficou completa depois da segunda guerra mundial sobre base de um projecto redigido pelo arquitecto Paolo Perilli .